# Sơn Lĩnh
Sơn Lĩnh là một xã thuộc huyện Hương Sơn, tỉnh Hà Tĩnh, Việt Nam.

## Địa lý
Xã Sơn Lĩnh có vị trí địa lý:
- Phía đông giáp xã Quang Diệm
- Phía tây giáp xã Sơn Hồng
- Phía nam giáp xã Sơn Tây
- Phía bắc giáp xã Sơn Lâm.

Xã Sơn Lĩnh có diện tích 18,80 km², dân số năm 2022 là 3.787 người, mật độ dân số đạt 201 người/km².

## Lịch sử
Ngày 13 tháng 12 năm 2018, HĐND tỉnh Hà Tĩnh ban hành Nghị quyết số 126/NQ-HĐND về việc:
- Sáp nhập Thôn 6 vào Thôn 5.
- Thành lập Thôn 6 trên cơ sở Thôn 7 và Thôn 8.
- Thành lập Thôn 7 trên cơ sở Thôn 9 và Thôn 10.